# Алруна, после морето и накрая бомбето
Алруна, после морето и накрая бомбето е българска телевизионна новела (сатира) от 1974 година по сценарий и режисура на Петър В. Василев. Оператор е Георги Ангелов, а музиката е на композитора Атанас Косев. 
Създаден по мотиви от разкази на Йордан Йовков.

## Актьорски състав
| В главните роли | Изпълнител        |
| --------------- | ----------------- |
| Васил           | Сотир Майноловски |
| Татар Христо    | Георги Кишкилов   |
|                 | Христо Динев      |
|                 | Яким Михов        |
|                 | Евгени Бакалов    |
|                 | Стефан Василев    |